# Bursaki
Bursaki - Бурсаки (rus) - és un khútor del krai de Krasnodar, a Rússia. Es troba a la vora esquerra del riu Txelbas, a 11 km al nord-est de Kanevskaia i a 118 km al nord de Krasnodar. Pertany a l'stanitsa de Kanevskaia.